# Piergiorgio Brigliadori
Piergiorgio Brigliadori (Meldola, 25 febbraio 1941 – Forlì, 17 dicembre 2006) è stato un bibliotecario italiano.

## Biografia
Frequenta a Forlì le scuole medie, poi il liceo classico “Giovan Battista Morgagni”. Dopo il diploma liceale, si iscrive alla Facoltà di Lettere e Filosofia dell’Università di Firenze, ma non conclude gli studi. Nel 1972 entra per concorso alla Biblioteca Comunale “Aurelio Saffi” di Forlì, che ospita il Fondo Piancastelli, imprescindibile per la conoscenza della cultura romagnola e istituzione primaria per lo studio del Sette-Ottocento, molto frequentata da studiosi italiani e stranieri. Dal lavoro comune con Luigi Elleni, nascono i sei volumi degli Inventari delle Collezioni Piancastelli – Sezione “Carte Romagna”, strumenti per la  ricerca nell'eterogenea collezione. Dopo la scomparsa di Elleni, subentra nel ruolo di responsabile del Fondo, svolgendo il ruolo di supporto all'utenza nella ricerca e nel recupero di informazioni. È animatore di iniziative quali un convegno di studi dedicato a Carlo Piancastelli (26-28 novembre 1998) e una mostra illustrativa dell’opera di Vincenzo Monti (2001). 
Il suo impegno professionale è ricordato in una targa commemorativa scoperta in suo onore il  25 maggio 2018,  nella sala principale della Biblioteca:

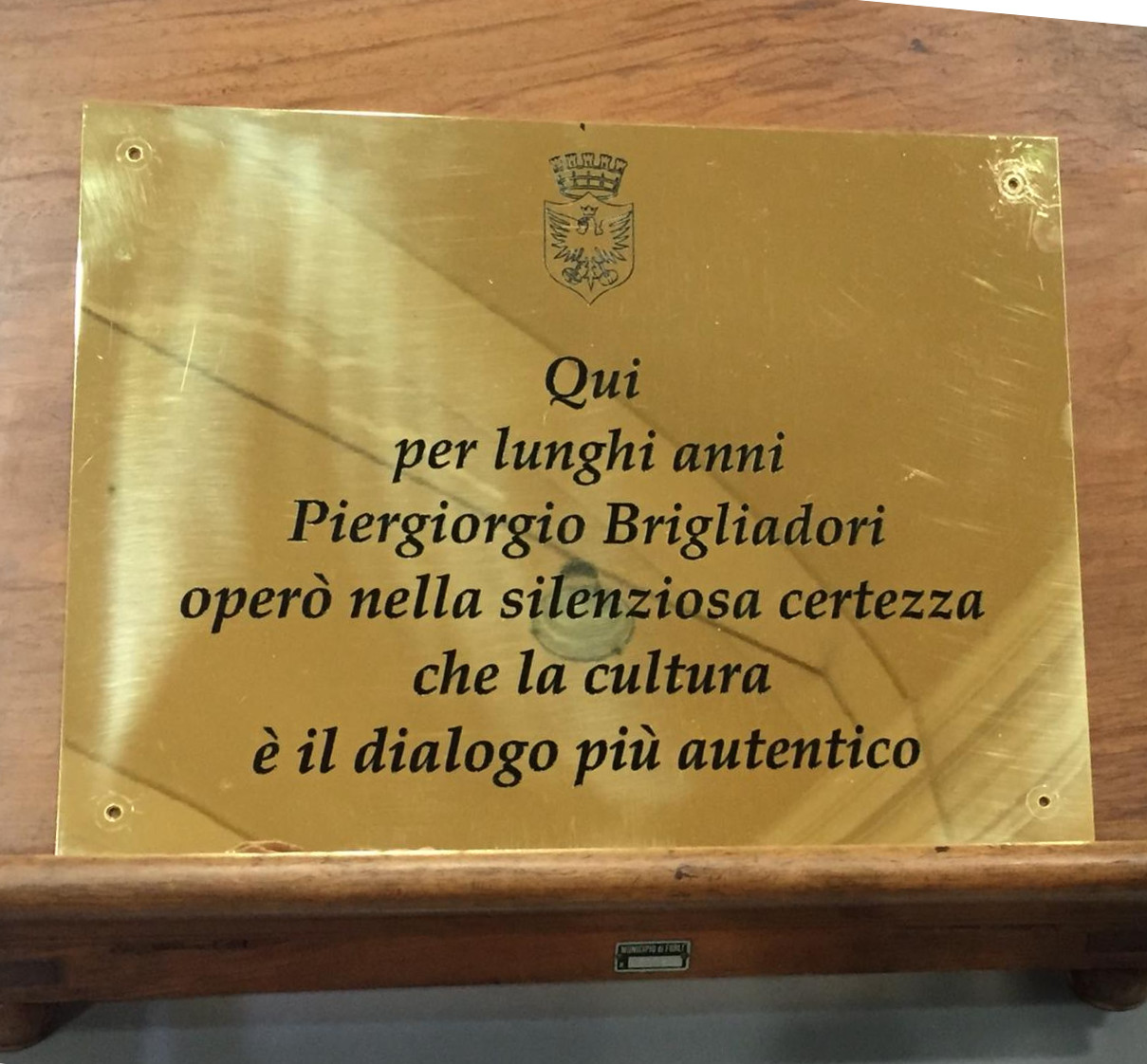
Targa in onore di Piergiorgio Brigliadori, bibliotecario

## Opere
- Piergiorgio Brigliadori, Luigi Elleni (a cura di), Inventari dei manoscritti delle biblioteche d’Italia: Forlì, Biblioteca Comunale “A. Saffi”,  Collezioni Piancastelli – Sezione “Carte Romagna”, V. 93-98, Firenze, L. S. Olschki, 1979-1980.
- Piergiorgio Brigliadori, Pantaleo Palmieri (a cura di), Carlo Piancastelli e il collezionismo in Italia tra Otto e Novecento, collana Quaderni Piancastelli ; 1, Bologna, Il Mulino, 2003, ISBN 88-15-09569-1.